# Khulan Onolbaatar
Khulan Onolbaatar (en mongol : Хулан Онолбаатар), née le 27 juillet 1999 est une joueuse mongole de basket-ball.

## Biographie
Elle est membre de l'équipe mongole de basket-ball à trois qui dispute les Jeux olympiques de Tokyo.
Elle est porte-drapeau de la délégation mongole.